# Challenger de Milán 2013
El Aspria Tennis Cup Trofeo City Life 2013 fue un torneo de tenis profesional que se jugó en canchas de arcilla. Se trató de la octava edición del torneo que forma parte del ATP Challenger Tour 2013 . Tuvo lugar en Milán , Italia entre el 17 y el 23 de junio de 2013.

## Jugadores participantes del cuadro de individuales

### Cabezas de serie
| País                  | Jugador               | Rank1 | Favorito |
| Bandera de Italia     | Filippo Volandri      | 114   | 1        |
| Bandera de Argentina  | Diego Schwartzman     | 133   | 2        |
| Bandera de Ucrania    | Ivan Sergeyev         | 174   | 3        |
| Bandera de Kazajistán | Andrey Golubev        | 177   | 4        |
| Bandera de Turquía    | Marsel İlhan          | 186   | 5        |
| Bandera de Italia     | Potito Starace        | 203   | 6        |
| Bandera de Ecuador    | Julio César Campozano | 234   | 7        |
| Bandera de Japón      | Taro Daniel           | 244   | 8        |
| --------------------- | --------------------- | ----- | -------- |

- 1 Se ha tomado en cuenta el ranking del día 10 de junio de 2013 .

### Otros participantes
Los siguientes jugadores recibieron una invitación (wild card), por lo tanto ingresan directamente al cuadro principal (WC):
- Alessandro Bega
- Gianluigi Quinzi
- Riccardo Sinicropi
- Matteo Trevisan

Los siguientes jugadores ingresan al cuadro principal tras disputar el cuadro clasificatorio (Q):
- Oliver Golding
- Máximo González
- Filip Krajinović
- Andrej Martin

## Campeones

### Individual Masculino
- Filippo Volandri derrotó en la final a  Andrej Martin, 6-3, 6-2

### Dobles Masculino
- Marco Crugnola /  Daniele Giorgini derrotaron en la final a  Alex Bolt /  Peng Hsien-yin, 4-6, 7-5, [10-8]

- Datos: Q13553791